# Leopold Auerbach

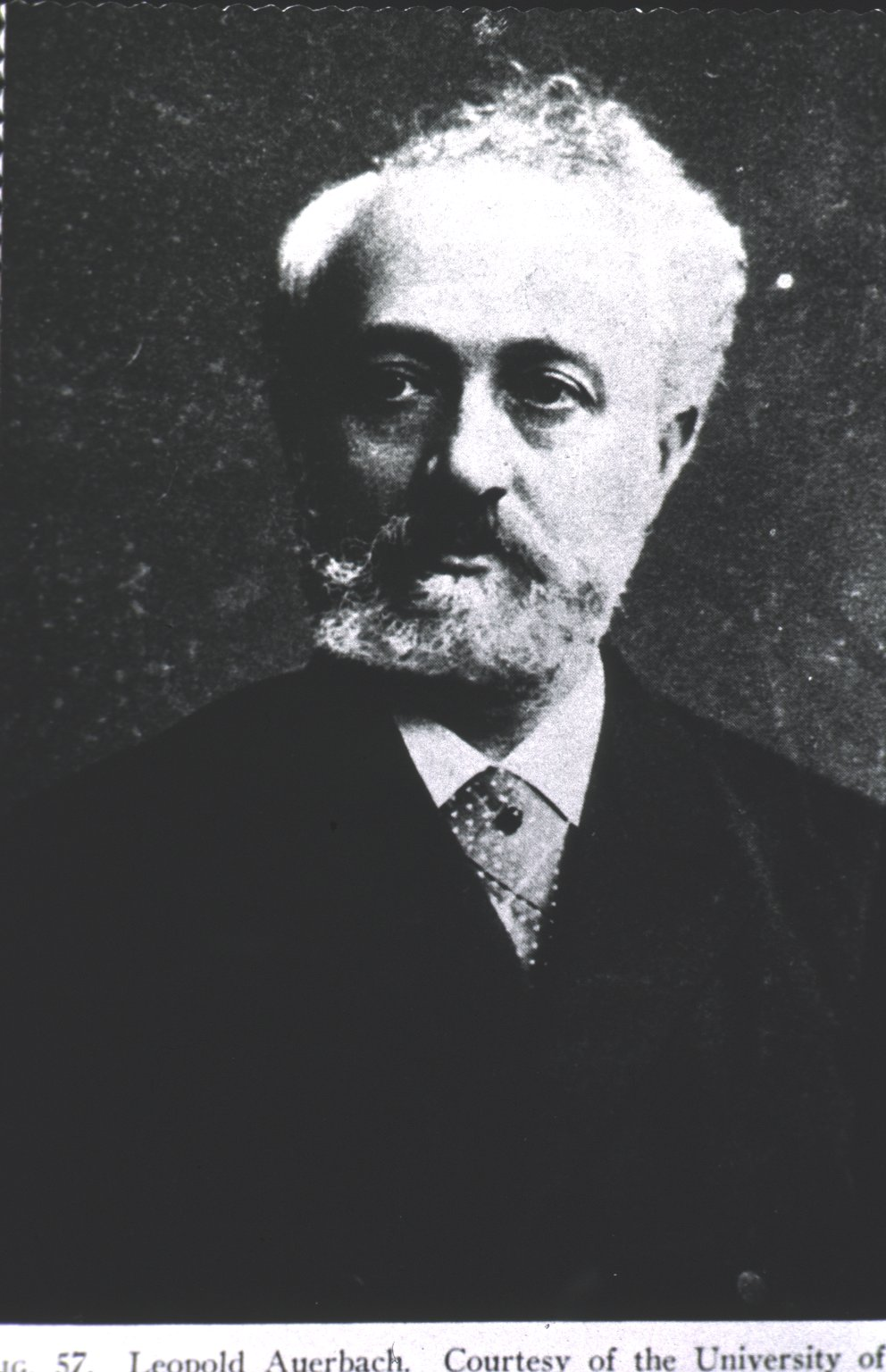
Leopold Auerbach (1828-1897)

Leopold Auerbach (27 tháng 4 năm 1828 – 30 tháng 9 năm 1897) là một nhà giải phẫu học và bệnh học thần kinh người Đức sinh ra tại Breslau.
Auerbach học Y khoa tại Đại học Breslau, Đại học Berlin và Đại học Leipzig. Kể từ năm 1850, ông trở thành bác sĩ. Từ năm 1872 ông là phó giáo sư bệnh học thần kinh tại Đại học Breslau.
Tên tuổi của ông gắn liền với việc khám phá ra Đám rối thần kinh cơ ruột Auerbachi, hay Đám rối Auerbach, là một lớp các tế bào hạch giúp cho sự vận động của hệ thống dạ dày ruột. Ông cũng là một trong những bác sĩ đầu tiên chẩn đoán các bệnh của hệ thần kinh bằng sử dụng phương pháp làm tiêu bản mô học. Ông đã xuất bản nhiều ấn phẩm đề cập đến vấn đề bệnh học thần kinh và các căn bệnh của cơ.
"Bệnh Friedreich-Auerbach" được đặt theo tên Auerbach và nhà bệnh học Nikolaus Friedreich. Đây là một căn bệnh hiếm gây ra sự tăng sinh quá mức các đặc tính của mặt và lưỡi.